# 에트니코스 피레우스
에트니코스 피레이루(그리스어 : Εθνικός Πειραιώς)는 그리스 피레아스에 연고지를 둔 그리스 멀티스포츠 클럽이다. 클럽은 1923년에 설립되었다. 
전체 이름은 Ethnikos Omilos Filathlon Pireos/Phalirou 또는 Ethnikos OFPF (그리스어: Εθνικός Όμιλος Φιλάθλων Πειραιώς-Φαλήρου/Εθνικός ΟΦΠΦ)이며, 이는 National Club of Fans of 피레아스 and 팔레룸 의미한다. 현재 클럽에는 축구, 농구, 배구, 수구, 수영 섹션이 있다. 이러한 스포츠의 대부분에서 에트니고스는 많은 타이틀과 영예를 얻었다. 가장 성공적인 부는 단연 수구로 많은 국내 및 유럽 타이틀을 획득했다. 그럼에도 불구하고 가장 인기 있는 팀은 과거 그리스 1부리그에서 눈에 띄는 전통을 가진 축구팀이다.